# 自由邦省
自由邦省，是南非九個省之一，前身是奧蘭治自由邦省。面積129,480平方公里，2019年人口為2,887,465人。首府及最大城市布隆方丹。

## 重要市镇
- 布隆方丹（Bloemfontein）
- 伯利恆（Bethlehem）

## 行政区划
現任自由邦省省長為來自非洲人國民大會的西西·恩托貝拉。
行政區劃如下：
- 布隆方丹大都会自治市（英语：Mangaung Metropolitan Municipality）
- 克里埃普区自治市（英语：Xhariep District Municipality）
- 莱伊韦莱普茨瓦区自治市（英语：Lejweleputswa District Municipality）
- 塔博·莫富察恩亚纳区自治市（英语：Thabo Mofutsanyana District Municipality）
- 费齐莱达比区自治市（英语：Fezile Dabi District Municipality）

## 教育
- Central University of Technology
- Flavius Mareka FET College
- University of the Free State

## 外部連結
- Free State Provincial Government （页面存档备份，存于）
- Free State Tourism Authority （页面存档备份，存于）